# Wilfrid Moser
Wilfrid Moser (* 10. Juni 1914 in Zürich; † 19. Dezember 1997 ebenda, heimatberechtigt in Zürich) war ein Schweizer Maler und Bildhauer.

## Leben
Wilfrid Moser wuchs in Zürich-Enge auf als Sohn der Klavierlehrerin Mathilde Moser und des Sinologen Eugen Otto Moser, in einem Elternhaus, das den Kontakt zu Künstlern pflegte (Otto Meyer-Amden, Eugen Meister, Albert Pfister, Otto Baumberger). Neben der Schule in Zürich besuchte er die erste Konzertklasse für Violine am Konservatorium. Die Familie war häufig mit dem Vater auf Studienreisen (Venedig, Siena, Rom, Wien, Dresden, Marburg). Der frühe Eindruck der komplexen Architekturanlage des Doms von Siena war für Moser ein Schlüsselerlebnis und prägte seine Raumauffassung als Künstler. Während eines Ferienaufenthalts im Tessin (1921) besuchte er das Atelier der russischen Künstlerin Marianne von Werefkin, die Moser zum Malen anregte. 1924 hinterliess die Vincent-van-Gogh-Ausstellung im Kunsthaus Zürich einen bleibenden Eindruck.
Nach der Matura 1931 brach er ein Mathematik-Studium in Lausanne ab. Moser lernte Sonja Preopraschenskaja kennen, eine russische Tänzerin, mit der er nach Paris und Russland (1932) sowie nach Berlin (1933) reiste. 1932 besuchte Moser James Ensor in dessen Atelier in Ostende. Das Bild Der Einzug Christi in Brüssel hinterliess einen nachhaltigen Eindruck. 1933 besuchte er Ernst Ludwig Kirchner in Davos. Er reiste nach Marokko mit Nicolas de Staël. 1936 kämpfte Moser mit bei der Verteidigung der Front von Málaga gegen die Faschisten und wurde bei Guadalajara verwundet. 1939 hatte er ein erstes Atelier in Paris, an der Rue de Vaugirard. 1940 kehrte er in die Schweiz zurück und wurde zum Militärdienst einberufen. 1941 heiratete er Jeanne Gysi. Ronco sopra Ascona wurde Wohnsitz, wo Moser sein Atelierhaus baute. 1942 wurde Niklaus Manuel geboren, der kurz nach der Geburt starb, 1944 Sohn Gabriel.
Unmittelbar nach dem Krieg wohnte er in Paris, wo er Kontakte zu Serge Poliakoff und Wols hatte. Das figurative Frühwerk entstand, kleinformatige Ölbilder auf Karton sowie Pastelle mit Motiven des Paris der Nachkriegszeit. 1946/1947 hatte er kurze Studienaufenthalte in den Ateliers von André Lhote und Fernand Léger. 1947 reiste er nach Siena und besuchte erneut James Ensor. Die Bilder von Wols eröffneten ihm neue malerische Lösungen. 1950–1951 beeinflusste ihn der Kubismus und Paul Klee. Zu Beginn der 50er Jahre ging er zur gestischen Abstraktion über und freundete sich mit den Kunstkritikern Roger Van Gindertael und Charles Estienne, dem Verfasser des «Manifest des Tachismus» an. 1956 war die Scheidung von Jeanne Gysi. 1958 heiratete er Eva Rosa Puig.
1959 erfolgte der Bau des Atelierhauses «Casa Selva» in Ronco. Moser hielt sich vorwiegend in Paris auf, im Sommer war er im Tessin. 1960 erste Assemblagen mit bemaltem Holz. Bilderzyklen zu den Motiven der Metzgerei (Eurylochos-Serie) und den «offenen Häusern» (Concierge). 1961 Sculpure grise, Mosers erste Plastik. Ein umfangreicher Werkzyklus zur Métro entstand (1961–1965). Grossformatige Farbholzschnitte (1963–1967), darunter das Künstlerbuch L’heure du goémon mit einem Text von Charles Estienne entstanden. 1964–1972 war er Mitglied der Eidgenössischen Kunstkommission. 1968–1975 stand die Skulptur im Zentrum seines Schaffens. Einige der Modelle führte er zusammen mit seiner Frau Eva als begehbare, farbige Grossplastiken aus, als Auftragswerke in Frankreich und in der Schweiz.
1969 schuf er die Serie der Glasfenster für die Kirche von Réclère, Kanton Jura. 1971–1978 wirkte er als Zentralpräsident der GSMBA Schweiz (Gesellschaft Schweizer Maler Bildhauer und Architekten). 1971 lernte er die Kunsthistorikerin Tina Grütter kennen. Beide waren kulturpolitisch engagiert. Es entstand eine feste Lebensbeziehung. 1974/1975 kehrte Moser zur figurativen Malerei zurück und machte häufige Besuche von Carrara und den Tessiner Steinbrüchen zwischen Faido und Biasca. Die zahlreichen Reisen über den Gotthardpass inspirierten Moser zu Gesteinsbildern. 1983/1984 traf er bei einer Wanderung im Val Scarl (Engadin) auf einen mit dem Wanderwegzeichen (Weiss–Rot–Weiss) markierten Felsblock, sozusagen Mosers malerische Signatur, was den Auftakt bildete zur gestischen Malerei seines Spätwerks. Seine Auseinandersetzung galt Delacroix, van Gogh und Tiepolo. 1990 unternahm er zahlreiche Reisen zu den Kulturstätten Europas und den Kunstwerken, die ihn seit seiner Kindheit beeindruckten und in seiner Kunst beeinflusst haben: u. a. Otterlo (van Gogh), London (Turner, Blake, Gainsborough), Wien (Tiergarten, Schloss Schönbrunn), Marrakesch und Mogador in Marokko, vor allem Venedig mit den zahlreichen Bauten aus Marmor, den Monumenten und den Werken Tiepolos. Fotos und Skizzen der neubarocken Brücke Pont Alexandre, einem Wahrzeichen von Paris, führten zum späten Bilder- und Radierzyklus Pont Alexandre (1992–1997).
Am 19. Dezember 1997 starb Wilfrid Moser an einem Hirnschlag in Zürich. Er fand seine letzte Ruhestätte auf dem Zürcher Friedhof Manegg. Seine Lebensgefährtin war die Kunsthistorikerin Tina Grütter.

## Werk
1934–1948, Poetische Figuration  Das Motiv als Existenzformel
Mosers künstlerische Sprache war der Expressionismus. Frühe prägende Erlebnisse – u. a. die van Gogh–Ausstellung im Kunsthaus Zürich 1924 – wiesen ihm den Weg. Mit der Holzschnittserie Plurima Mortis Imago (Totentanz Stalingrad), 1942, entstand ein erster bedeutender Bildzyklus in der formalen Tradition des expressionistischen Holzschnitts und der Volkskunst. Moser reagierte damit auf den Zweiten Weltkrieg. Im Paris der Nachkriegszeit fand er in den Strassenansichten, den Metzgereien (Bladinaux), dem Tiergarten (Jardin des Plantes) seine Motive und mit dem Bildtypus der «offenen Häuser» und der Métro entstehen Existenzformeln für den unbehausten, getriebenen Menschen der Grossstadt. Stilistisch orientierte sich Moser am Expressionismus von Georges Rouault und Maurice Utrillo. James Ensor ist Referenz für die Darstellung der Menschenmasse, die sich durch den Untergrund der Métro schiebt (Métro Ensor).
Von Anfang an ist das Zeitbedingte und Alltägliche von Mosers Motiven in der Zeitlosigkeit mythologischer Themen aufgehoben, die Métro wird zur Unterwelt.
1949–1960, Gestische Abstraktion, Tachismus
In den 50er Jahren entwickelte Moser aus den orthogonalen Rastern der «offenen Häuser» sowie den Gittern der Tierkäfige des Jardin des Plantes die gestische Abstraktion. Er galt als führender Vertreter des Tachismus, einer avantgardistischen Tendenz innerhalb der Deuxième Ecole de Paris. Der Farbfleck, die «tache» – pastos mit dem Spachtel aufgetragene Farbstreifen – ist bildnerische Grundeinheit der Komposition. Diese gestische Abstraktion wurzelt ebenso in Mosers Realismus der 40er Jahre, der geprägt ist von einer existentiellen Betroffenheit. Der Begriff «existenzielles Informel» (Matthias Frehner) wird Mosers künstlerischer Haltung gerecht. Die Titel der abstrakten Kompositionen verweisen auf die Hauptthemen in Mosers Werk: Carrara, der Ort, wo sich der schöpferische Prozess materialisiert, Venedig, die Stadt des Lichts (San Giorgio, Giudecca), Landschaftsfragmente, als geschichtliche und persönliche Erinnerungsträger (Aea, Taiga, Mojacar), Anspielungen auf die Literatur (Homers Odyssee mit Eurylochos).
1960–1967, Expressionismus: Themen der Grossstadt
Ab Ende der 50er Jahre wurde Mosers Malerei expressiver, die Bildinhalte dramatischer und mit figurativen Elementen durchsetzt. Die Collage wurde zum stilistischen Mittel. Guido Magnaguagno sprach von der Schaffensphase 1961–1966 als den «wilden» Jahren Mosers. Mit der Concierge griff Moser das Motiv der «offenen Häuser» wieder auf und in der Eurylochos-Serie finden die Metzgereien der 40er Jahre eine Neuformulierung mit motivischen Referenzen an die geschlachteten Tierleiber von Rembrandt und Chaim Soutine.
Im umfassenden Zyklus der Métro-Bilder (1961–1965) fand das urbane Lebensgefühl eine malerische Entsprechung. Moser hatte mit dieser «Paysage de Métro» die Grossstadtikonografie des 20. Jahrhunderts um einen neuen Bildtypus erweitert (Tina Grütter).

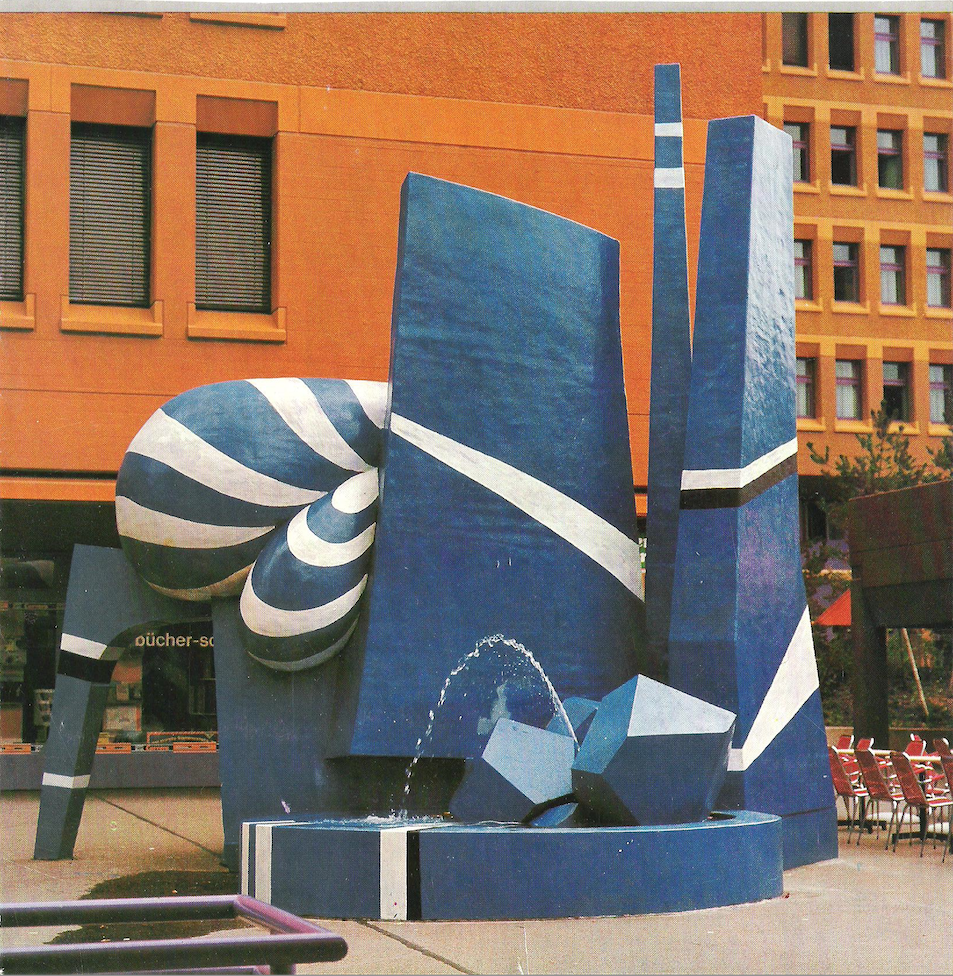
Der Blaue Brunnen, Zürich Oerlikon

1961–1987, Assemblagen, Begehbare farbige Kunststoffplastik
Ausgehend von Assemblagen aus bemalten und collagierten Holzbrettern, die seit 1961 entstanden sind, beschäftigte sich Moser in der zweiten Hälfte der 60er Jahre real mit dem dreidimensionalen Raum. Ab 1966 erarbeitete er die farbigen, rot-weiss- oder blau-weiss-gestreiften Kunststoffplastiken aus Epoxyd-Kunstharz, von Moser als «begehbare Bilder» bezeichnet, die zu seinem Markenzeichen wurden. Als erste Grossplastik entstand A Midsummer Night’s Dream in Soho, 1969/70 (Kunsthaus Zürich). Es folgten weitere Grossplastiken für den öffentlichen Raum in Frankreich und der Schweiz (Der Blaue Brunnen in Zürich Oerlikon, 1975). In fantastischer Formulierung und expressiver Farbigkeit nahm der Künstler Mitte des 80er Jahre das Thema der Kunststoffplastik wieder auf (Leporello, 1986–1987, Kunsthaus Zürich).
1975–1985, Raumexpressive Figuration: Gestein und Unterholz
Die Gesteinbilder, die Moser 1977 erstmals ausstellte, bildeten den schockierenden Wechsel zu einer neuen Epoche. Die grautonige gegenständliche Malerei von Steinbrüchen und Geröllhalden stand der turbulenten farbigen Grossstadtwelt diametral entgegen. Die künstlerische Aneignung des Raumes ist das Leitmotiv in Mosers Schaffen. Mit den Gesteinslandschaften fand er neue Lösungen für die Gestaltung des expressiven Raumes auf Bildfläche. Die Marmorsteinbrüche von Carrara und die Granitsteinbrüche im Tessin wurden zu Endzeitlandschaften (La clé de l’abîme). Auch die Unterholzdarstellungen sind eine Aneignung des Raumes durch die Zeichnung. Diese begleitet alle Schaffensepochen und wird hier zum Thema von Mosers Werk. Durch das Liniengeflecht der farbigen Zeichnung werden räumliche Durchblicke gebildet, welche sich zu einem Raumlabyrinth verdichten.
1986–1997, Wiederaufnahme der gestischen Malerei, Fantastische Figuration, Pont Alexandre
Zeichnung und Malerei verbinden sich im Spätwerk in langgezogenen dreibahnigen Spachtelstrichen zu dynamisch-rhythmischen Abläufen. In ihnen erkennt man auch den Violinisten Moser. Figurengruppen formieren sich zu Umzügen und Manifestationen, deren Farbigkeit und ekstatische Bewegung zu einer Atmosphäre von grotesker Heiterkeit führt.
Das Monument, inspiriert von den neubarocken Pariser Brücke Pont Alexandre III, ist Mittel und Höhepunkt von Mosers letztem Werkzyklus. Vor einer Nachtlandschaft inszenierte der Künstler die Architektur und Standbilder in Gemälden, Radierung und grossformatigen Pastellen zu einem fantastischen Theater : einer festlich zelebrierten Vanitas.
Im Frühwerk erarbeitete Moser Bildmotive, die ihre Relevanz für sein gesamtes künstlerisches Schaffen behielten. Wiederaufnahmen und Neuformulierungen charakterisierten die verschiedenen Werkphasen, dabei lotete Moser den Expressionismus zwischen Figuration und Abstraktion aus ohne die thematische Verbindlichkeit aufzugeben. Seine Bilder handelten von der Betroffenheit vor der Welt, von der condition humaine.

## Ausstellungen (Auswahl)
- 1949: Kunsthaus Zürich: «Junge Zürcher Künstler»
- 1953: Premier Salon d’Octobre, Paris
- 1953: Kunsthaus Zürich: «Malerei in Paris – Heute»
- 1957: Musée des Beaux-Arts, Neuchâtel: «La peinture abstraite en Suisse»; anschliessend Kunstmuseum Winterthur (1958) und Kongresshalle Berlin (1958): «Ungegenständliche Malerei in der Schweiz».
- 1958: 29. Biennale von Venedig: Moser repräsentiert die Schweiz
- 1959: 5. Biennale von Sao Paulo: «Art et Nature»
- 1959: Kunsthalle Bern: 4 Maler. Tapiès, Alechinsky, Messagier, Moser
- 1963: 7. Biennale von São Paulo: Moser vertritt mit Rolf Iseli und Walter Linck die Schweiz
- 1964: Kunstmuseum Luzern: Erste Retrospektive
- 1970: Kunsthaus Zürich: Retrospektive, im Zentrum sind Skulpturen und Reliefs
- 1971: Bündner Kunstmuseum, Chur: Werkübersicht (Ausstellung mit Franz Fedier)
- 1978: Kunsthaus Zürich: Beginn des Tachismus in der Schweiz
- 1979: Museum zu Allerheiligen, Schaffhausen: Retrospektive mit 117 Werken (Ölbilder, Zeichnungen und Skulpturen)
- 1980: 40. Biennale in Venedig: Moser vertritt mit Peter Stein und Oscar Wiggli die Schweiz
- 1986: Kunsthalle Karlsruhe, Westfälisches Landesmuseum für Kunst- und Kulturgeschichte, Museum zu Allerheiligen in Schaffhausen: «Konstruktion und Geste. Schweizer Kunst der 50er Jahre»
- 1993: Kunsthaus Zürich: Retrospektive
- 1997: Kunsthaus Zürich: «Die Altersheiterkeit des Wilfrid Moser»
- 2009: Kunstmuseum Bern: «Wilfrid Moser Wegzeichen, Werke 1934–1997»
- 2022: Museum zu Allerheiligen, Schaffhausen: «Varlin/Moser: Exzessiv!», 8. April bis 25. September

## Ehrungen / Auszeichnungen
- 1984: Ehrengabe des Kantons Zürich
- 1985: Auszeichnung «Chevalier des Arts et Lettres» der Französischen Republik
- 1989: Kunstpreis der Stadt Zürich
- 1993: Auszeichnung «Officier des Arts et Lettres» der Französischen Republik

### Lexika
- Dictionnaire critique et documentaires des peintres, sculteurs, dessinateurs et graveurs de tous les temps et de tous les pays par un groupe d’écrivains spécialistes français et étranger. Hrsg. von Emmanuel Bénézit. Bd. 9, Paris 1999, S. 889.
- Biographisches Lexikon der Schweizer Kunst. Text von Guido Magnaguagno, Bd. 2. Hrsg. vom Schweizerischen Institut für Kunstwissenschaft, Zürich 1998, S. 747–748.
- L’Ecole de Paris, 1945–1965. Dictionnaire des peintres. Hrsg. von Lydia Harambourg. Paris 1998, S. 352–354.
- Lexikon der zeitgenössischen Schweizer Kunst. Stuttgart 1981, S. 251.
- Künstler. Kritisches Lexikon der Gegenwartskunst. ZEIT Kunstverlag München, Text von Maria Becker. Ausgabe 95, Heft 17. 3. Quartal 2011.

## Filme
- Wilfried Bolliger, Peter F. Althaus, Pro Helvetia und Schweizer Fernsehen, 1970, 16 Minuten.
- Adriano Kestenholz, Tina Grütter: Wilfrid Moser. Treppen – Ein Lebenslauf, AlephFilm, 2006, 20 Minuten.
- Peter Münger, Guido Magnaguagno: Wilfrid Moser, Video-Film des Vereins Künstler-Video, Zürich 1993, 40 Minuten, französische Fassung 30 Minuten.
- Peter K. Wehrli: Film über den Blauen Brunnen in Zürich-Oerlikon, Schweizer Fernsehen, 55 Minuten, 1977.
- Peter K. Wehrli: Skulptur Dorflinde, 3. März 1977, 21 Minuten.
- Peter K. Wehrli, Wilfried Bolliger: Atmosphère Paris, 1979, 9 Minuten.